# Championnat du Venezuela de football 1960
Navigation
Saison 1959 Saison 1961
La saison 1960 du championnat du Venezuela de football est la quatrième édition du championnat de première division professionnelle au Venezuela et la quarantième saison du championnat national. La compétition est scindée en deux phases distinctes où les équipes se rencontrent une fois, le vainqueur de chaque phase se qualifie pour la finale nationale.
C'est le Deportivo Portugués qui remporte la compétition, après avoir remporté la première phase puis battu le tenant du titre, le Deportivo Español en finale. C'est le deuxième titre de champion de l'histoire du club, après celui remporté en 1958.

## Les clubs participants
| - Deportivo Portugués - Deportivo Celta - Deportivo Español - Deportivo Italia |

## Compétition
Le barème utilisé pour établir l'ensemble des classements est le suivant :
- Victoire : 2 points
- Match nul : 1 point
- Défaite : 0 point

### Première phase
| Rang | Équipe              | Pts | J | G | N | P | Bp | Bc | Diff |
| ---- | ------------------- | --- | - | - | - | - | -- | -- | ---- |
| 1    | Deportivo Portugués | 6   | 3 | 3 | 0 | 0 | 9  | 3  | +6   |
| 2    | Deportivo Italia    | 4   | 3 | 2 | 0 | 1 | 6  | 3  | +3   |
| 3    | Deportivo Español   | 2   | 3 | 1 | 0 | 2 | 3  | 6  | -3   |
| 4    | Deportivo Celta     | 0   | 3 | 0 | 0 | 3 | 3  | 9  | -6   |

|  | Qualification pour la finale nationale |

### Seconde phase
| Rang | Équipe              | Pts | J | G | N | P | Bp | Bc | Diff |
| ---- | ------------------- | --- | - | - | - | - | -- | -- | ---- |
| 1    | Deportivo Portugués | 5   | 3 | 2 | 1 | 0 | 10 | 2  | +8   |
| 2    | Deportivo EspañolT  | 5   | 3 | 2 | 1 | 0 | 6  | 4  | +2   |
| 3    | Deportivo Italia    | 2   | 3 | 1 | 0 | 2 | 4  | 5  | -1   |
| 4    | Deportivo Celta     | 0   | 3 | 0 | 0 | 3 | 3  | 12 | -9   |

|  | Qualification pour le match de barrage |

Match de barrage :
| Équipe 1          | Résultat | Équipe 2            |
| ----------------- | -------- | ------------------- |
| Deportivo Español | 1 - 0    | Deportivo Portugués |

### Finale nationale
| Équipe 1            | Résultat | Équipe 2          | Aller | Retour |
| ------------------- | -------- | ----------------- | ----- | ------ |
| Deportivo Portugués | 6 - 0    | Deportivo Español | 3 - 0 | 3 - 0  |

## Bilan de la saison
| Championnat du Venezuela de football 1960 |                                |
| Champion                                  | Deportivo Portugués (2e titre) |
| Coupes et trophées                        |                                |
| Vainqueur de la Coupe du Venezuela 1960   | Banco Agrícola y Pecuario      |
| Promotions et relégations                 |                                |
| Promus en Primera División                | Aucun                          |
| Relégués en Segunda A                     | Aucun                          |